# Bernard Vajdič
Bernard Vajdič (ur. 18 września 1980 w Velenju) – słoweński narciarz alpejski, dwukrotny medalista mistrzostw świata juniorów.

## Kariera
Po raz pierwszy na arenie międzynarodowej Bernard Vajdič pojawił się 2 grudnia 1995 roku w Annaberg, gdzie w zawodach lokalnych zajął 37. miejsce w slalomie. W 1998 roku wystartował na mistrzostwach świata juniorów w Megève, gdzie jego najlepszym wynikiem było 22. miejsce w gigancie. Jeszcze dwukrotnie startował na imprezach tego cyklu, najlepsze wyniki osiągając podczas mistrzostw świata juniorów w Quebecu w 2000 roku, gdzie zdobył dwa medale. Najpierw zajął drugie miejsce w gigancie, w którym rozdzielił na podium Austriaka Georga Streitbergera oraz Francuza Freddy'ego Recha. Następnie srebrny medal zdobył w kombinacji, plasując się między dwoma kolejnymi Austriakami: Matthiasem Lanzingerem i Hannesem Reicheltem.
W zawodach Pucharu Świata zadebiutował 31 października 1999 roku w Tignes, gdzie nie zakwalifikował się do drugiego przejazdu giganta. Pierwsze pucharowe punkty wywalczył 28 lutego 2004 roku w Kranjskiej Gorze, zajmując 26. miejsce w tej samej konkurencji. Najlepsze wyniki osiągał w sezonie 2008/2009, kiedy zajął 39. miejsce w klasyfikacji generalnej. W 2006 roku wziął udział w igrzyskach olimpijskich w Turynie, zajmując między innymi dziewiętnaste miejsce w slalomie. W tej samej konkurencji wystartował także podczas igrzysk w Vancouver, jednak nie ukończył rywalizacji. Kilkukrotnie startował na mistrzostwach świata, najlepsze wyniki osiągając na mistrzostwach świata w Bormio (2005) i mistrzostwach świata w Val d’Isère (2009), gdzie był osiemnasty, odpowiednio w kombinacji i gigancie. Dwukrotnie zdobywał mistrzostwo Słowenii: w 2004 roku w kombinacji i w 2009 roku w slalomie.

## Osiągnięcia

### Igrzyska olimpijskie
| Miejsce | Dzień     | Rok  | Miejscowość | Konkurencja | Czas biegu  | Strata  | Zwycięzca        |
| ------- | --------- | ---- | ----------- | ----------- | ----------- | ------- | ---------------- |
| DNF     | 20 lutego | 2006 | Turyn       | Gigant      | 2:35,00 min | -       | Benjamin Raich   |
| 19.     | 25 lutego | 2006 | Turyn       | Slalom      | 1:43,14 min | +3,29 s | Benjamin Raich   |
| DNF     | 23 lutego | 2010 | Vancouver   | Slalom      | 1:39,32 min | -       | Giuliano Razzoli |

### Mistrzostwa świata
| Miejsce | Dzień       | Rok  | Miejscowość | Konkurencja | Czas biegu  | Strata  | Zwycięzca          |
| ------- | ----------- | ---- | ----------- | ----------- | ----------- | ------- | ------------------ |
| 43.     | 29 stycznia | 2005 | Bormio      | Supergigant | 1:27,55 min | +5,27 s | Bode Miller        |
| 18.     | 3 lutego    | 2005 | Bormio      | Kombinacja  | 3:19,10 min | +6,81 s | Benjamin Raich     |
| 22.     | 12 lutego   | 2005 | Bormio      | Slalom      | 1:41,31 min | +4,42 s | Benjamin Raich     |
| 26.     | 14 lutego   | 2007 | Åre         | Gigant      | 2:19,64 min | +3,48 s | Aksel Lund Svindal |
| DNF2    | 17 lutego   | 2007 | Åre         | Slalom      | 1:57,33 min | -       | Mario Matt         |
| 18.     | 13 lutego   | 2009 | Val d’Isère | Gigant      | 2:18,82 min | +3,77 s | Carlo Janka        |
| DNF2    | 15 lutego   | 2009 | Val d’Isère | Slalom      | 1:44,17 min | -       | Manfred Pranger    |

### Mistrzostwa świata juniorów
| Miejsce | Dzień     | Rok  | Miejscowość | Konkurencja | Czas biegu  | Strata    | Zwycięzca             |
| ------- | --------- | ---- | ----------- | ----------- | ----------- | --------- | --------------------- |
| 22.     | 28 lutego | 1998 | Megève      | Gigant      | 2:01,62 min | +3,63 s   | Benjamin Raich        |
| DNF1    | 1 marca   | 1998 | Megève      | Slalom      | 1:23,06 min | -         | Benjamin Raich        |
| 38.     | 10 marca  | 1999 | Pra Loup    | Zjazd       | 1:08,50 min | +2,01 s   | Klaus Kröll           |
| DNF1    | 11 marca  | 1999 | Pra Loup    | Supergigant | 1:11,87 min | -         | Manfred Gstatter      |
| 8.      | 13 marca  | 1999 | Pra Loup    | Gigant      | 1:48,10 min | +0,77 s   | Christoph Alster      |
| DNF1    | 14 marca  | 1999 | Pra Loup    | Slalom      | 1:34,96 min | -         | Massimiliano Blardone |
| 9.      | 21 lutego | 2000 | Québec      | Zjazd       | 1:10,77 min | +1,25 s   | Thomas Graggaber      |
| 10.     | 22 lutego | 2000 | Québec      | Supergigant | 1:15,69 min | +1,33 s   | Klaus Kröll           |
| 16.     | 25 lutego | 2000 | Québec      | Slalom      | 1:52,95 min | +2,31 s   | Daniel Défago         |
| 2.      | 26 lutego | 2000 | Québec      | Gigant      | 1:52,09 min | +0,18 s   | Georg Streitberger    |
| 2.      | 26 lutego | 2000 | Québec      | Kombinacja  | 31,36 pkt   | +4,62 pkt | Matthias Lanzinger    |

### Puchar Świata

#### Miejsca w klasyfikacji generalnej
- sezon 2003/2004: 135.
- sezon 2004/2005: 134.
- sezon 2005/2006: 90.
- sezon 2006/2007: 86.
- sezon 2007/2008: 44.
- sezon 2008/2009: 39.
- sezon 2009/2010: 92.

#### Miejsca na podium
Vajdič nie stawał na podium zawodów PŚ.